# 라인슈타디온
라인슈타디온(독일어: Rheinstadion)은 독일 뒤셀도르프에 있던 다목적 경기장이다. 뒤셀도르프를 연고로 하는 축구 클럽인 포르투나 뒤셀도르프와 NFL 유럽 소속 팀인 라인 파이어의 홈구장으로 사용되었으며 수용인원은 54,000명이었다.
1925년 준공되었으며 1974년 FIFA 월드컵 경기와 UEFA 유로 1988 경기가 열린 곳이기도 하다. 2002년 철거되었으며 현재는 에스프리 아레나가 들어서 있다.